# Liste der Kulturdenkmale in Mühlacker
In der Liste der Kulturdenkmale in Mühlacker sind alle Bau- und Kunstdenkmale der Stadt Mühlacker und ihrer Teilorte verzeichnet, die im „Verzeichnis der unbeweglichen Bau- und Kunstdenkmale und der zu prüfenden Objekte“ des Landesamts für Denkmalpflege Baden-Württemberg verzeichnet sind.
Diese Liste ist nicht rechtsverbindlich. Eine rechtsverbindliche Auskunft ist lediglich auf Anfrage bei der Unteren Denkmalschutzbehörde des Enzkreises erhältlich.

## Allgemein
- Bild: Zeigt ein ausgewähltes Bild aus Commons, „Weitere Bilder“ verweist auf die Bilder im Medienarchiv Wikimedia Commons.
- Bezeichnung: Nennt den Namen, die Bezeichnung oder die Art des Kulturdenkmals.
- Lage: Straßenname und Hausnummer oder Flurstücknummer des Kulturdenkmals, gegebenenfalls auch den Ortsteil. Die Grundsortierung der Liste erfolgt nach dieser Adresse. Der Link (Karte) führt zu verschiedenen Kartendiensten mit der Position des Kulturdenkmals. Fehlt dieser Link, wurden die Koordinaten noch nicht eingetragen. Sind diese bekannt, können sie über ein Tool mit einer Kartenansicht einfach nachgetragen werden. In dieser Kartenansicht sind Kulturdenkmale ohne Koordinaten mit einem roten bzw. orangen Marker dargestellt und können durch Verschieben auf die richtige Position in der Karte mit Koordinaten versehen werden. Kulturdenkmale ohne Bild sind an einem blauen bzw. roten Marker erkennbar.
- Datierung: Baubeginn, Fertigstellung, Datum der Erstnennung oder grobe zeitliche Einordnung entsprechend des Eintrags in der zuständigen Denkmaldatenbank (Landesamt für Denkmalpflege Baden-Württemberg).
- Beschreibung: Kurzcharakteristik des Kulturdenkmals.

## Enzberg
| Bild | Bezeichnung                             | Lage                                                    | Datierung             | Beschreibung                  | ID |
| ---- | --------------------------------------- | ------------------------------------------------------- | --------------------- | ----------------------------- | -- |
|      | Wohnhaus                                | Enzberg, Bachstraße 3, 3a (Karte)                       | 2. Hälfte des 18. Jh. | Geschützt nach § 2 DSchG      | BW |
|      | Gehöft                                  | Enzberg, Bachstraße 17, 17a (Karte)                     | 18. Jh.               | Geschützt nach § 2 DSchG      | BW |
|      | Ev. Kirche                              | Enzberg, Burgherrenstraße 12 (Karte)                    | 18. Jh.               | Geschützt nach §§ 2, 12 DSchG | BW |
|      | Pfarrhaus                               | Enzberg, Burgherrenstraße 17 (Karte)                    | 1843                  | Geschützt nach § 2 DSchG      | BW |
|      | Aussichtshäuschen/Wasserhochbehälter    | Enzberg, Burgherrenstraße 38                            | 1906/07               | Geschützt nach § 2 DSchG      |    |
|      | Zehntscheune                            | Enzberg, Dr.-Simons-Straße 5 (Karte)                    | 1609                  | Geschützt nach § 28 DSchG     | BW |
|      | Schule, Toilettengebäude und Lehrerhaus | Enzberg, Dr.-Simons-Straße 12, 12a, 16 (Karte)          | 1907                  | Geschützt nach § 2 DSchG      | BW |
|      | Wasserwerk                              | Enzberg, Dr.-Simons-Straße 101 (Karte)                  |                       | Geschützt nach § 2 DSchG      | BW |
|      | Altes Schlössle                         | Enzberg, Rathausplatz 5, Kieselbronner Straße 2 (Karte) | 1538                  | Geschützt nach §§ 2, 12 DSchG | BW |
|      | Kelter                                  | Enzberg, Rathausplatz 10 (Karte)                        | 1797                  | Geschützt nach § 2 DSchG      | BW |
|      | Rathaus                                 | Enzberg, Rathausplatz 12 (Karte)                        | 2. Hälfte des 18. Jh. | Geschützt nach § 2 DSchG      | BW |
|      | Bahnhof, Empfangsgebäude mit Güterhalle | Enzberg, Steegerstraße 6 (Karte)                        | 1863                  | Geschützt nach § 2 DSchG      | BW |
|      | Umspannwerk mit Kanal                   | Enzberg, Werkstraße 48, 52 (Karte)                      | 1909                  | Geschützt nach § 2 DSchG      |    |

## Großglattbach
| Bild           | Bezeichnung                                | Lage                                           | Datierung             | Beschreibung                   | ID                       |
| -------------- | ------------------------------------------ | ---------------------------------------------- | --------------------- | ------------------------------ | ------------------------ |
|                | Quereinhaus                                | Großglattbach, Am Berg 1 (Karte)               | 1796                  | Geschützt nach § 2 DSchG       | BW                       |
|                | Gehöft                                     | Großglattbach, Am Berg 5 (Karte)               | 18. Jh.               | Geschützt nach § 2 DSchG       | BW                       |
|                | Gasthaus Krone                             | Großglattbach, Grafenweg 2 (Karte)             | um 1800               | Geschützt nach § 2 DSchG       | BW                       |
|                | Wohnhaus                                   | Großglattbach, Grafenweg 9 (Karte)             | 18. Jh.               | Geschützt nach § 2 DSchG       | BW                       |
|                | Gusseiserne Brunnensäule mit Sandsteintrog | Großglattbach, gegenüber Grafenweg 9           | 2. Hälfte des 19. Jh. | Geschützt nach § 2 DSchG       |                          |
|                | Bogenbrücke                                | Großglattbach, Iptinger Weg                    | 19. Jh.               | Geschützt nach § 2 DSchG       |                          |
|                | Gemeinschaftsdreschhalle                   | Großglattbach, Kleiner Grund 1 (Karte)         | 1947                  | Geschützt nach § 2 DSchG       | BW                       |
|                | Gasthaus Lamm                              | Großglattbach, Lammgasse 1 (Karte)             | 18. Jh.               | Geschützt nach § 2 DSchG       | BW                       |
|                | Gehöft                                     | Großglattbach, Obere Gasse 2 (Karte)           | 1556                  | Geschützt nach § 12 DSchG      | BW                       |
|                | Gehöft                                     | Großglattbach, Obere Gasse 5 (Karte)           | 19. Jh.               | Geschützt nach § 2 DSchG       | BW                       |
|                | Gehöft                                     | Großglattbach, Obere Gasse 7 (Karte)           | 2. Hälfte des 17. Jh. | Geschützt nach § 2 DSchG       | BW                       |
|                | Gehöft                                     | Großglattbach, Obere Gasse 9 (Karte)           | 1555                  | Geschützt nach § 12 DSchG      | BW                       |
|                | Wohn- und Geschäftshaus                    | Großglattbach, Obere Gasse 12 (Karte)          | 18. Jh.               | Geschützt nach § 2 DSchG       | BW                       |
|                | Gehöft                                     | Großglattbach, Obere Gasse 14 (Karte)          | um 1800               | Geschützt nach § 2 DSchG       | BW                       |
|                | Gehöft                                     | Großglattbach, Obere Gasse 17, 19 (Karte)      | 17./18. Jh.           | Geschützt nach § 2 DSchG       | BW                       |
|                | ehem. Schule                               | Großglattbach, Ritterweg 21 (Karte)            | 1821                  | Geschützt nach § 2 DSchG       | BW                       |
| Weitere Bilder | Pfarrkirche St. Peter                      | Großglattbach, Ritterweg 23 (Karte)            |                       | Geschützt nach §§ 12, 28 DSchG |                          |
|                | Schule                                     | Großglattbach, Ritterweg 25 (Karte)            | 1953                  | Geschützt nach § 2 DSchG       | BW                       |
| Weitere Bilder | Ev. Markuskirche                           | Großglattbach, St.-Markus-Straße 35 (Karte)    |                       | Geschützt nach §§ 22, 28 DSchG | Wikidata-Objekt anzeigen |
|                | Obere Mühle                                | Großglattbach, Schwarzwaldstraße 6 (Karte)     | 18. Jh.               | Geschützt nach § 2 DSchG       | BW                       |
|                | Gehöft                                     | Großglattbach, Vaihinger Straße 7 (Karte)      | 18. Jh.               | Geschützt nach § 2 DSchG       | BW                       |
|                | Teil eines Gehöfts                         | Großglattbach, Vaihinger Straße 8 (Karte)      | 1674                  | Geschützt nach § 12 DSchG      | BW                       |
|                | Pfarrhaus                                  | Großglattbach, Vaihinger Straße 26 (Karte)     | 17./18. Jh.           | Geschützt nach § 2 DSchG       | BW                       |
|                | Gehöft                                     | Großglattbach, Vaihinger Straße 40 (Karte)     | 18. Jh.               | Geschützt nach § 2 DSchG       | BW                       |
|                | Alte Kelter                                | Großglattbach, Vaihinger Straße 45 (Karte)     | 17. Jh.               | Geschützt nach § 12 DSchG      | BW                       |
|                | Teil eines ehemaligen Gehöfts              | Großglattbach, Vaihinger Straße 47 (Karte)     | 18. Jh.               | Geschützt nach § 2 DSchG       | BW                       |
|                | Gehöft                                     | Großglattbach, Vaihinger Straße 49, 51 (Karte) | 17./18. Jh.           | Geschützt nach § 2 DSchG       | BW                       |
|                | Gehöft                                     | Großglattbach, Vogeltalstraße 4 (Karte)        | 17. Jh.               | Geschützt nach § 2 DSchG       | BW                       |
|                | Back- und Schlachthaus                     | Großglattbach, Wehrgasse 8 (Karte)             | 1839                  | Geschützt nach § 2 DSchG       | BW                       |
|                | Gestelztes Quereinhaus                     | Großglattbach, Zehntgasse 2 (Karte)            | 16. Jh.               | Geschützt nach § 2 DSchG       | BW                       |
|                | ehem. herzogliche Zehntscheune             | Großglattbach, Zehntgasse 4 (Karte)            | 1797                  | Geschützt nach § 2 DSchG       | BW                       |
|                | ehem. fürstlicher Zehntkeller              | Großglattbach, Zehntgasse 5 (Karte)            | 1604                  | Geschützt nach § 12 DSchG      | BW                       |
|                | Gehöft                                     | Großglattbach, Zehntgasse 8 (Karte)            | 1. Hälfte des 19. Jh. | Geschützt nach § 2 DSchG       | BW                       |
|                | Ruhebank                                   | Großglattbach, außerhalb des Orts              | 19. Jh.               | Geschützt nach § 2 DSchG       |                          |

## Lienzingen
| Bild           | Bezeichnung                     | Lage                                        | Datierung             | Beschreibung                                                                                         | ID                       |
| -------------- | ------------------------------- | ------------------------------------------- | --------------------- | --- | ------------------------ |
|                | Fachwerkscheune                 | Lienzingen, Bädergasse 5 (Karte)            |                       | Geschützt nach § 2 DSchG                                                                             | BW                       |
|                | Fachwerkhäuser                  | Lienzingen, Bädergasse 7-9 (Karte)          |                       | Geschützt nach § 2 DSchG                                                                             | BW                       |
| Weitere Bilder | Liebfrauenkirche                | Lienzingen, Bei der Frauenkirche 22 (Karte) | 1476-1482             | Geschützt nach § 28 DSchG                                                                            |                          |
|                | Fachwerkbau                     | Lienzingen, Friedenstraße 3 (Karte)         | 16. Jh.               | Geschützt nach § 2 DSchG                                                                             | BW                       |
|                | Fachwerkbau                     | Lienzingen, Friedenstraße 6 (Karte)         |                       | Geschützt nach § 2 DSchG                                                                             | BW                       |
|                | Fachwerkbau                     | Lienzingen, Friedenstraße 7 (Karte)         | 1749                  | Geschützt nach § 28 DSchG                                                                            |                          |
|                | Fachwerkbau                     | Lienzingen, Friedenstraße 9 (Karte)         | 1624                  | Geschützt nach § 28 DSchG                                                                            |                          |
|                | Rathaus                         | Lienzingen, Friedenstraße 10 (Karte)        | 1719                  | Geschützt nach § 28 DSchG                                                                            |                          |
|                | Fachwerkbau                     | Lienzingen, Friedenstraße 11 (Karte)        | 18. Jh.               | Geschützt nach § 2 DSchG                                                                             | BW                       |
|                | Fachwerkbau                     | Lienzingen, Friedenstraße 15 (Karte)        | 18. Jh.               | Geschützt nach § 28 DSchG                                                                            | BW                       |
|                | Fachwerkbau                     | Lienzingen, Friedenstraße 17 (Karte)        | 1833                  | Geschützt nach § 2 DSchG                                                                             | BW                       |
|                | Fachwerkbau                     | Lienzingen, Friedenstraße 19 (Karte)        | 18. Jh.               | Geschützt nach § 28 DSchG                                                                            | BW                       |
|                | Fachwerkbau                     | Lienzingen, Friedenstraße 21 (Karte)        |                       | Geschützt nach § 2 DSchG                                                                             | BW                       |
|                | Fachwerkbau                     | Lienzingen, Herzenbühlstraße 3 (Karte)      | 17. Jh.               | Geschützt nach § 28 DSchG                                                                            | BW                       |
|                | Fachwerkbau                     | Lienzingen, Herzenbühlstraße 4 (Karte)      | wohl 18. Jh.          | Geschützt nach § 2 DSchG                                                                             | BW                       |
|                | Fachwerkbau                     | Lienzingen, Herzenbühlstraße 10 (Karte)     | 1550                  | Geschützt nach § 12 DSchG                                                                            |                          |
|                | Fachwerkbau                     | Lienzingen, Herzenbühlstraße 14 (Karte)     | 18. Jh.               | Geschützt nach § 28 DSchG                                                                            | BW                       |
|                | Fachwerkbau                     | Lienzingen, Herzenbühlstraße 17 (Karte)     | 1805                  | Geschützt nach § 2 DSchG                                                                             | BW                       |
|                | Fachwerkscheune                 | Lienzingen, Herzenbühlstraße 17a (Karte)    | 1732                  | Geschützt nach § 2 DSchG                                                                             | BW                       |
|                | Fachwerkbau                     | Lienzingen, Herzenbühlstraße 24 (Karte)     | 16. Jh.               | Geschützt nach § 12 DSchG                                                                            |                          |
|                | Fachwerkbau                     | Lienzingen, Herzenbühlstraße 26 (Karte)     | 1686                  | Geschützt nach § 28 DSchG                                                                            | BW                       |
|                | Fachwerkbau                     | Lienzingen, Herzenbühlstraße 28 (Karte)     | 1750                  | Geschützt nach § 2 DSchG                                                                             | BW                       |
|                | Fachwerkbau                     | Lienzingen, Herzenbühlstraße 30 (Karte)     |                       | Geschützt nach § 2 DSchG                                                                             | BW                       |
|                | Fachwerkbau                     | Lienzingen, Herzenbühlstraße 36 (Karte)     |                       | Geschützt nach §§ 2, 12 DSchG                                                                        | BW                       |
|                | Fachwerkbau                     | Lienzingen, Kirchenburggasse 3 (Karte)      | wohl 16. Jh.          | Geschützt nach § 2 DSchG                                                                             | BW                       |
|                | Fachwerkbau                     | Lienzingen, Kirchenburggasse 4 (Karte)      | 2. Hälfte des 18. Jh. | Geschützt nach § 2 DSchG                                                                             | BW                       |
| Weitere Bilder | Fachwerkbau                     | Lienzingen, Kirchenburggasse 5 (Karte)      | 17. Jh.               | Geschützt nach § 12 DSchG                                                                            | Wikidata-Objekt anzeigen |
|                | Fachwerkbau                     | Lienzingen, Kirchenburggasse 6 (Karte)      |                       | Geschützt nach § 2 DSchG                                                                             | BW                       |
|                | Fachwerkscheune                 | Lienzingen, Kirchenburggasse 8 (Karte)      |                       | Geschützt nach § 2 DSchG                                                                             | BW                       |
|                | Fachwerkbau                     | Lienzingen, Kirchenburggasse 9 (Karte)      | 1711                  | Geschützt nach § 2 DSchG                                                                             | BW                       |
|                | Fachwerkbau                     | Lienzingen, Kirchenburggasse 11 (Karte)     | 18. Jh.               | Geschützt nach § 28 DSchG                                                                            | BW                       |
| Weitere Bilder | Evangelische Kirche             | Lienzingen, Kirchenburggasse 12 (Karte)     |                       | Geschützt nach § 28 DSchG                                                                            |                          |
|                | Fachwerkbau                     | Lienzingen, Kirchenburggasse 14 (Karte)     | 16. Jh.               | Geschützt nach § 28 DSchG                                                                            | BW                       |
|                | Fachwerkbau                     | Lienzingen, Kirchenburggasse 16 (Karte)     | wohl 16. Jh.          | Geschützt nach § 2 DSchG                                                                             |                          |
|                | Fachwerkbau                     | Lienzingen, Kirchenburggasse 19 (Karte)     |                       | Geschützt nach § 2 DSchG                                                                             | BW                       |
|                | Fachwerkbau                     | Lienzingen, Kirchenburggasse 20 (Karte)     | 1557                  | Geschützt nach § 28 DSchG                                                                            | BW                       |
|                | Fachwerkbau                     | Lienzingen, Kirchenburggasse 22 (Karte)     | 1747                  | Geschützt nach § 28 DSchG                                                                            | BW                       |
|                | Fränkische Hofanlage            | Lienzingen, Kirchenburggasse 23 (Karte)     | 1627                  | Geschützt nach § 12 DSchG                                                                            | BW                       |
|                | Fachwerkbau                     | Lienzingen, Kirchenburggasse 24/1 (Karte)   | 18. Jh.               | Geschützt nach § 2 DSchG                                                                             | BW                       |
|                | Fachwerkbau                     | Lienzingen, Kirchenburggasse 26 (Karte)     | 1758                  | Geschützt nach § 2 DSchG                                                                             | BW                       |
|                | Fachwerkbau                     | Lienzingen, Kirchenburggasse 28 (Karte)     | 17. Jh.               | Geschützt nach § 28 DSchG                                                                            | BW                       |
|                | Fachwerkbau                     | Lienzingen, Knittlinger Straße 1 (Karte)    | 1797                  | Geschützt nach § 28 DSchG                                                                            | BW                       |
|                | Fachwerkbau                     | Lienzingen, Knittlinger Straße 2 (Karte)    |                       | Geschützt nach § 2 DSchG                                                                             | BW                       |
|                | Fachwerkbau                     | Lienzingen, Knittlinger Straße 3 (Karte)    |                       | Geschützt nach § 2 DSchG                                                                             | BW                       |
|                | Fachwerkbau                     | Lienzingen, Knittlinger Straße 4 (Karte)    |                       | Geschützt nach § 2 DSchG                                                                             | BW                       |
|                | Fachwerkbau                     | Lienzingen, Knittlinger Straße 5 (Karte)    | 18. Jh.               | Geschützt nach § 28 DSchG                                                                            | BW                       |
|                | Fachwerkbau                     | Lienzingen, Knittlinger Straße 7 (Karte)    | 17. Jh.               | Geschützt nach § 28 DSchG                                                                            | BW                       |
|                | Fachwerkbau                     | Lienzingen, Knittlinger Straße 8 (Karte)    | 1729                  | Geschützt nach § 28 DSchG                                                                            | BW                       |
|                | Fachwerkbau                     | Lienzingen, Knittlinger Straße 9 (Karte)    | 1731                  | Geschützt nach § 2 DSchG                                                                             | BW                       |
|                | Fachwerkbau                     | Lienzingen, Knittlinger Straße 11           |                       | Adresse existiert nicht, möglicherweise Verwechslung mit Kirchenburggasse 1 Geschützt nach § 2 DSchG |                          |
| Weitere Bilder | Fachwerkbau                     | Lienzingen, Knittlinger Straße 12 (Karte)   | 1781                  | Geschützt nach § 28 DSchG                                                                            |                          |
|                | Fachwerkbau                     | Lienzingen, Knittlinger Straße 14 (Karte)   |                       | Geschützt nach § 2 DSchG                                                                             | BW                       |
|                | Fachwerkbau                     | Lienzingen, Knittlinger Straße 15 (Karte)   | 1711                  | Geschützt nach § 2 DSchG                                                                             | BW                       |
|                | Fachwerkbau                     | Lienzingen, Knittlinger Straße 16 (Karte)   | 1749                  | Geschützt nach § 28 DSchG                                                                            |                          |
|                | Fachwerkbau                     | Lienzingen, Knittlinger Straße 18 (Karte)   | 1749                  | Geschützt nach § 2 DSchG                                                                             | BW                       |
| Weitere Bilder | Fachwerkbau                     | Lienzingen, Knittlinger Straße 20 (Karte)   | 1737                  | Geschützt nach § 28 DSchG                                                                            |                          |
| Weitere Bilder | Fachwerkbau, „Zum Nachtwächter“ | Lienzingen, Knittlinger Straße 21 (Karte)   | 16. Jh.               | Geschützt nach § 28 DSchG                                                                            |                          |
| Weitere Bilder | Gasthaus Hirsch                 | Lienzingen, Knittlinger Straße 22 (Karte)   | 1725                  | Geschützt nach § 28 DSchG                                                                            |                          |
|                | Fachwerkbau                     | Lienzingen, Knittlinger Straße 23 (Karte)   |                       | Geschützt nach § 2 DSchG                                                                             | BW                       |
|                | Fachwerkbau                     | Lienzingen, Knittlinger Straße 25 (Karte)   | 19. Jh.               | Geschützt nach § 2 DSchG                                                                             | BW                       |
|                | Fachwerkscheune                 | Lienzingen, Knittlinger Straße 30 (Karte)   | 2. Hälfte des 18. Jh. | Geschützt nach § 2 DSchG                                                                             | BW                       |
|                | Fachwerkbau                     | Lienzingen, Spindelgasse 2 (Karte)          | 1732                  | Geschützt nach § 12 DSchG                                                                            | BW                       |
|                | Fachwerkbau                     | Lienzingen, Spindelgasse 4 (Karte)          |                       | Geschützt nach § 28 DSchG                                                                            | BW                       |
|                | Fachwerkbau                     | Lienzingen, Spindelgasse 6 (Karte)          | 16. Jh.               | Geschützt nach § 28 DSchG                                                                            | BW                       |
|                | Fachwerkbau                     | Lienzingen, Spindelgasse 8 (Karte)          | 16. Jh.               | Geschützt nach § 2 DSchG                                                                             | BW                       |
|                | Fachwerkbau                     | Lienzingen, Spindelgasse 10 (Karte)         | 17. Jh.               | Geschützt nach § 28 DSchG                                                                            | BW                       |
|                | Kelter                          | Lienzingen, Zaisersweiher Straße 5 (Karte)  | 1789                  | Geschützt nach § 12 DSchG                                                                            |                          |

## Lomersheim
| Bild | Bezeichnung      | Lage                                   | Datierung | Beschreibung              | ID |
| ---- | ---------------- | -------------------------------------- | --------- | ------------------------- | -- |
|      | Fachwerkgebäude  | Lomersheim, Illinger Straße 9 (Karte)  | 1603      | Geschützt nach § 28 DSchG |    |
|      | Fachwerkbau      | Lomersheim, Illinger Straße 27         |           | Geschützt nach § 2 DSchG  |    |
|      | Fachwerkbau      | Lomersheim, Illinger Straße 31 (Karte) | 1736      | Geschützt nach § 28 DSchG | BW |
|      | Fachwerkgebäude  | Lomersheim, Illinger Straße 37 (Karte) | 17. Jh.   | Geschützt nach § 2 DSchG  | BW |
|      | Ev. Kirche       | Lomersheim, Kirchbergstraße 4 (Karte)  | 1459      | Geschützt nach § 28 DSchG |    |
|      | Ruine Lomersheim | Lomersheim, Ruine Lomersheim (Karte)   | 12. Jh.   | Geschützt nach § 28 DSchG | BW |
|      | Fachwerkbau      | Lomersheim, Mühlackerstraße 2 (Karte)  | 1732      | Geschützt nach § 2 DSchG  |    |

## Mühlacker
| Bild           | Bezeichnung                                             | Lage                                                          | Datierung             | Beschreibung                      | ID |
| -------------- | ------------------------------------------------------- | ------------------------------------------------------------- | --------------------- | --------------------------------- | -- |
|                | Großherzoglich badisches Dienstwohngebäude              | Mühlacker, Bahnhofstraße 67/1                                 | 1902                  | Geschützt nach § 2 DSchG          |    |
|                | Vier Dienstwohngebäude                                  | Mühlacker, Bahnhofstraße 75-81 (Karte)                        | 1901                  | Geschützt nach § 2 DSchG          | BW |
| Weitere Bilder | Bahnhof Mühlacker                                       | Mühlacker, Bahnhofstraße 109, 113, 117, 119, 121, 123 (Karte) | 1901                  | Geschützt nach § 2 DSchG          |    |
| Weitere Bilder | Postgebäude                                             | Mühlacker, Bahnhofstraße 118 (Karte)                          | 1904                  | Geschützt nach § 2 DSchG          |    |
|                | Evangelische Peterskirche                               | Mühlacker, Beim St. Peter 6 (Karte)                           |                       | Geschützt nach § 28 DSchG         | BW |
| Weitere Bilder | Evangelische Andreaskirche                              | Mühlacker, Bischof-Wurm-Platz 3 (Karte)                       |                       | Geschützt nach §§ 12, 28 DSchG    |    |
|                | Fachwerkbau                                             | Mühlacker, Bischof-Wurm-Platz 4 (Karte)                       |                       | Geschützt nach § 2 DSchG          | BW |
| Weitere Bilder | kath. Herz-Jesu-Kirche                                  | Mühlacker, Bismarckstraße 11 (Karte)                          | 1923/24               | Geschützt nach § 2 DSchG          |    |
|                | Gehöft                                                  | Mühlacker, Brunnengasse 2, 2/1 (Karte)                        | 1. Hälfte des 19. Jh. | Geschützt nach § 2 DSchG          |    |
|                | Gehöft                                                  | Mühlacker, Brunnengasse 10 (Karte)                            | Mitte des 19. Jh.     | Geschützt nach § 2 DSchG          | BW |
|                | Gehöft                                                  | Mühlacker, Brunnengasse 11 (Karte)                            | 1594                  | Geschützt nach §§ 12, 28 DSchG    | BW |
|                | Wohnstallhaus                                           | Mühlacker, Brunnengasse 17 (Karte)                            | um 1800               | Geschützt nach § 2 DSchG          | BW |
| Weitere Bilder | Ruine Löffelstelz                                       | Mühlacker, Burgrain (Karte)                                   | 1. Hälfte des 13. Jh. | Geschützt nach § 28 DSchG         |    |
|                | Gedenkstein an die Gefallenen des 1. Weltkriegs         | Mühlacker, Burgrain                                           | 1922                  | Geschützt nach § 2 DSchG          |    |
|                | Wohn- und Geschäftshaus                                 | Mühlacker, Enzstraße 15 (Karte)                               | um 1900               | Geschützt nach § 2 DSchG          | BW |
|                | Wohnhaus                                                | Mühlacker, Enzstraße 21 (Karte)                               | 1901                  | Geschützt nach § 2 DSchG          | BW |
|                | Hangkeller                                              | Mühlacker, südlich von Enzstraße 29                           | 1868                  | Geschützt nach § 2 DSchG          |    |
|                | Fachwerkhaus                                            | Mühlacker, Enzstraße 75 (Karte)                               | 1801                  | Geschützt nach § 2 DSchG          | BW |
|                | Bahndurchlässe                                          | Mühlacker, Erlenbachstraße (Karte)                            | 1863                  | Geschützt nach § 2 DSchG          |    |
|                | Villa Roesler                                           | Mühlacker, Hauptmannstraße 8 (Karte)                          | 1921                  | Geschützt nach § 2 DSchG          | BW |
|                | Gehöft                                                  | Mühlacker, Herrenwaag 6, 6a (Karte)                           | 16. Jh.               | Geschützt nach §§ 12, 28 DSchG    | BW |
|                | Gehöft mit Nebengebäude                                 | Mühlacker, Herrenwaag 12, 12a (Karte)                         | Ende des 19. Jh.      | Geschützt nach § 2 DSchG          | BW |
| Weitere Bilder | Ev. Pauluskirche und Pfarrhaus                          | Mühlacker, Hindenburgstraße 48 (Karte)                        | 1952/53 (Kirche)      | Geschützt nach § 2 DSchG          |    |
|                | Pfarrhaus                                               | Mühlacker, Hindenburgstraße 48/1 (Karte)                      | um 1900               | Geschützt nach § 2 DSchG          | BW |
|                | Pfarrhaus                                               | Mühlacker, Hindenburgstraße 48/1 (Karte)                      | um 1900               | Geschützt nach § 2 DSchG          | BW |
|                | Bahnbedienstetenhäuser                                  | Mühlacker, Hindenburgstraße 80, 83, 85, 87, 88 (Karte)        | 1900 bis 1914         | Geschützt nach § 2 DSchG          | BW |
|                | Doppelwohnhaus mit Laden                                | Mühlacker, Hofstraße 13 (Karte)                               | 1877                  | Geschützt nach § 2 DSchG          | BW |
|                | Fachwerkhaus                                            | Mühlacker, Hofstraße 18 (Karte)                               | 17. Jh.               | Geschützt nach § 2 DSchG          | BW |
|                | Fachwerkhaus                                            | Mühlacker, Hofstraße 19 (Karte)                               | 1677                  | Geschützt nach § 2 DSchG          | BW |
|                | Scheune                                                 | Mühlacker, Hofstraße 20 (Karte)                               |                       | Geschützt nach § 2 DSchG          | BW |
|                | Gasthaus Kanne                                          | Mühlacker, Hofstraße 23 (Karte)                               | 18. Jh.               | Geschützt nach § 2 DSchG          | BW |
|                | Putzbau                                                 | Mühlacker, Hofstraße 25 (Karte)                               | 1900/1910             | Geschützt nach § 2 DSchG          | BW |
|                | Gehöft                                                  | Mühlacker, Im Biegel 14 (Karte)                               | 1789                  | Geschützt nach § 2 DSchG          | BW |
| Weitere Bilder | Ehemalige Kelter                                        | Mühlacker, Kelterplatz 5 (Karte)                              | 1596                  | Geschützt nach §§ 2, 12, 28 DSchG |    |
|                | Fachwerkbau                                             | Mühlacker, Löffelstelzweg 2 (Karte)                           | 18. Jh.               | Geschützt nach § 12 DSchG         |    |
|                | Schutzgebäude                                           | Mühlacker, Mönch Egart (Karte)                                | 1833                  | Geschützt nach § 2 DSchG          | BW |
|                | Wohnhaus des Heimatdichters Karl Knöller                | Mühlacker, Obere Königstraße 13 (Karte)                       | um 1900               | Geschützt nach § 2 DSchG          | BW |
|                | Bahnbedienstetenhäuser                                  | Mühlacker, Poststraße 8, 9 (Karte)                            | 1900 bis 1914         | Geschützt nach § 2 DSchG          | BW |
|                | Gehöft mit Scheune                                      | Mühlacker, St.-Andreas-Straße 2, Leoweg 1 (Karte)             | 1729                  | Geschützt nach §§ 12, 28 DSchG    | BW |
|                | Ehemalige Küferei des Klosteramts Maulbronn             | Mühlacker, St.-Andreas-Straße 3 (Karte)                       | 1780                  | Geschützt nach § 2 DSchG          | BW |
| Weitere Bilder | Evangelisches Pfarrgehöft                               | Mühlacker, St.-Andreas-Straße 4, 6 (Karte)                    | 18. Jh.               | Geschützt nach § 2 DSchG          |    |
|                | Schillerschule                                          | Mühlacker, Schillerstraße 3 (Karte)                           | ca. 1912/13           | Geschützt nach § 2 DSchG          | BW |
|                | Villa Emrich                                            | Mühlacker, Schulerweg 1 (Karte)                               | 1911                  | Geschützt nach § 2 DSchG          | BW |
|                | Fachwerkbau                                             | Mühlacker, Stuttgarter Straße 10                              | 18. Jh.               | Geschützt nach § 2 DSchG          |    |
|                | Uhlandbau                                               | Mühlacker, Uhlandstraße 7 (Karte)                             | 1921                  | Geschützt nach § 2 DSchG          | BW |
|                | Gebäude                                                 | Mühlacker, Unterm Berg 5 (Karte)                              |                       | Geschützt nach § 2 DSchG          | BW |
|                | Fachwerkbau                                             | Mühlacker, Unterm Berg 9 (Karte)                              | 18. Jh.               | Geschützt nach § 2 DSchG          | BW |
|                | Fachwerkbau                                             | Mühlacker, Unterm Berg 11 (Karte)                             | 1813                  | Geschützt nach § 2 DSchG          | BW |
|                | Fachwerkbau                                             | Mühlacker, Wiernsheimer Straße 6 (Karte)                      | 1684                  | Geschützt nach § 28 DSchG         |    |
|                | Fachwerkbau                                             | Mühlacker, Wiernsheimer Straße 8 (Karte)                      | 18. Jh.               | Geschützt nach § 28 DSchG         |    |
|                | Gehöft                                                  | Mühlacker, Wiernsheimer Straße 10 (Karte)                     | um 1800               | Geschützt nach § 2 DSchG          | BW |
|                | Doppelwohnhaus                                          | Mühlacker, Wiernsheimer Straße 12, 14 (Karte)                 | 15./16. Jh.           | Geschützt nach § 2 DSchG          | BW |
|                | Gehöft                                                  | Mühlacker, Wiernsheimer Straße 25 (Karte)                     | 18. Jh.               | Geschützt nach § 2 DSchG          | BW |
|                | Ehem. katholisches Oratorium Herz Jesu mit Pfarrwohnung | Mühlacker, Ziegeleistraße 24 (Karte)                          | 1896                  | Geschützt nach § 2 DSchG          | BW |

## Mühlhausen
| Bild           | Bezeichnung                    | Lage                                             | Datierung          | Beschreibung                   | ID |
| -------------- | ------------------------------ | ------------------------------------------------ | ------------------ | ------------------------------ | -- |
|                | Aufgedoppelte Tür              | Mühlhausen, Alte Steige 2                        |                    | Geschützt nach § 2 DSchG       |    |
| Weitere Bilder | Wasserlaufkraftwerk            | Mühlhausen, Elektrizitätswerk 1 (Karte)          | 1921               | Geschützt nach § 2 DSchG       |    |
|                | ehemaliges Rathaus             | Mühlhausen, Martin-Luther-Straße 2 (Karte)       | 1557               | Geschützt nach § 12 DSchG      |    |
| Weitere Bilder | evangelische Albanskirche      | Mühlhausen, Martin-Luther-Straße 4 (Karte)       | 1458               | Geschützt nach §§ 12, 28 DSchG |    |
|                | verputzter Fachwerkbau         | Mühlhausen, Martin-Luther-Straße 5 (Karte)       | 17. Jh.            | Geschützt nach § 2 DSchG       | BW |
|                | Fachwerkbau                    | Mühlhausen, Martin-Luther-Straße 13 (Karte)      | 16. Jh.            | Geschützt nach § 2 DSchG       | BW |
|                | ehem. Schule mit Lehrerwohnung | Mühlhausen, Martin-Luther-Straße 22 (Karte)      | 1830               | Geschützt nach § 2 DSchG       | BW |
|                | Fachwerkbau                    | Mühlhausen, Oberdorfstraße 26 (Karte)            | 1768               | Geschützt nach § 2 DSchG       | BW |
|                | Kelter                         | Mühlhausen, Parkstraße 1 (Karte)                 | 1791               | Geschützt nach § 2 DSchG       |    |
|                | Schloss Mühlhausen             | Mühlhausen, Parkstraße 3, 3/1 (Karte)            | 1566               | Geschützt nach § 12 DSchG      |    |
|                | Gedenkstein                    | Mühlhausen, Roßwager Straße                      | 1826               | Geschützt nach § 2 DSchG       |    |
|                | Fachwerkbau                    | Mühlhausen, Schloßstraße 2 (Karte)               | 1673               | Geschützt nach § 12 DSchG      |    |
|                | Fachwerkbau                    | Mühlhausen, Schloßstraße 3 (Karte)               |                    | Geschützt nach § 2 DSchG       | BW |
|                | Fachwerkbau                    | Mühlhausen, Schloßstraße 4 (Karte)               | 1677               | Geschützt nach § 2 DSchG       | BW |
|                | Fachwerkbau                    | Mühlhausen, Schloßstraße 6 (Karte)               | 19. Jh.            | Geschützt nach § 2 DSchG       | BW |
|                | Fachwerkbau                    | Mühlhausen, Schloßstraße 8 (Karte)               |                    | Geschützt nach § 2 DSchG       | BW |
|                | Wirtshausschild zum Ochsen     | Mühlhausen, Schloßstraße 9 (Karte)               |                    | Geschützt nach § 2 DSchG       | BW |
|                | Fachwerkbau                    | Mühlhausen, Schloßstraße 10 (Karte)              | 1716               | Geschützt nach § 2 DSchG       | BW |
|                | Fachwerkbau                    | Mühlhausen, Schloßstraße 12 (Karte)              | 17. Jh.            | Geschützt nach § 12 DSchG      | BW |
|                | Fachwerkbau                    | Mühlhausen, Schloßstraße 18 (Karte)              | wohl 16. Jh.       | Geschützt nach § 2 DSchG       | BW |
|                | Fachwerkbau                    | Mühlhausen, Schloßstraße 19 (Karte)              | 1788               | Geschützt nach § 2 DSchG       | BW |
|                | Fachwerkbau                    | Mühlhausen, Wasserstraße 10 (Karte)              | 1738               | Geschützt nach § 2 DSchG       | BW |
|                | Fachwerkbau                    | Mühlhausen, Wasserstraße 12 (Karte)              | 16. Jh.            | Geschützt nach § 2 DSchG       | BW |
|                | Steinbrücke                    | Mühlhausen, nördlich von Wasserstraße 13 (Karte) | Anfang des 19. Jh. | Geschützt nach § 2 DSchG       | BW |
|                | Pfarrgehöft                    | Mühlhausen, Wasserstraße 14 (Karte)              | 1786               | Geschützt nach § 2 DSchG       | BW |
|                | Ummauerter Friedhof            | Mühlhausen, Wiesenstraße (Karte)                 | Anfang des 19. Jh. | Geschützt nach § 2 DSchG       |    |
|                | Fachwerkbau                    | Mühlhausen, Zwerchstraße 8 (Karte)               | 16. Jh.            | Geschützt nach § 2 DSchG       | BW |
|                | Fachwerkbau                    | Mühlhausen, Zwerchstraße 12 (Karte)              | 1598               | Geschützt nach § 28 DSchG      | BW |

## Ehemalige Kulturdenkmale in Mühlacker
| Bild | Bezeichnung             | Lage                                   | Datierung | Beschreibung                             | ID |
| ---- | ----------------------- | -------------------------------------- | --------- | ---------------------------------------- | -- |
|      | Gasthaus Adler          | Lomersheim, Mühlackerstraße 4 (Karte)  |           | Geschützt nach § 2 DSchG                 | BW |
|      | Putzbau                 | Mühlacker, Brunnengasse 16, 18 (Karte) | 1730      | abgerissen Geschützt nach § 2 DSchG      | BW |
|      | Wohnhaus mit Gartenhaus | Mühlacker, Hindenburgstraße 51         | 1918/19   | 1997 abgerissen Geschützt nach § 2 DSchG |    |
|      | Putzbau                 | Mühlacker, Wiernsheimer Straße 3       | um 1840   | Geschützt nach § 2 DSchG                 |    |
|      | Fachwerkscheune         | Mühlacker, Wiernsheimer Straße 5       | 18. Jh.   | Geschützt nach § 2 DSchG                 |    |